# Abtei Bourgueil

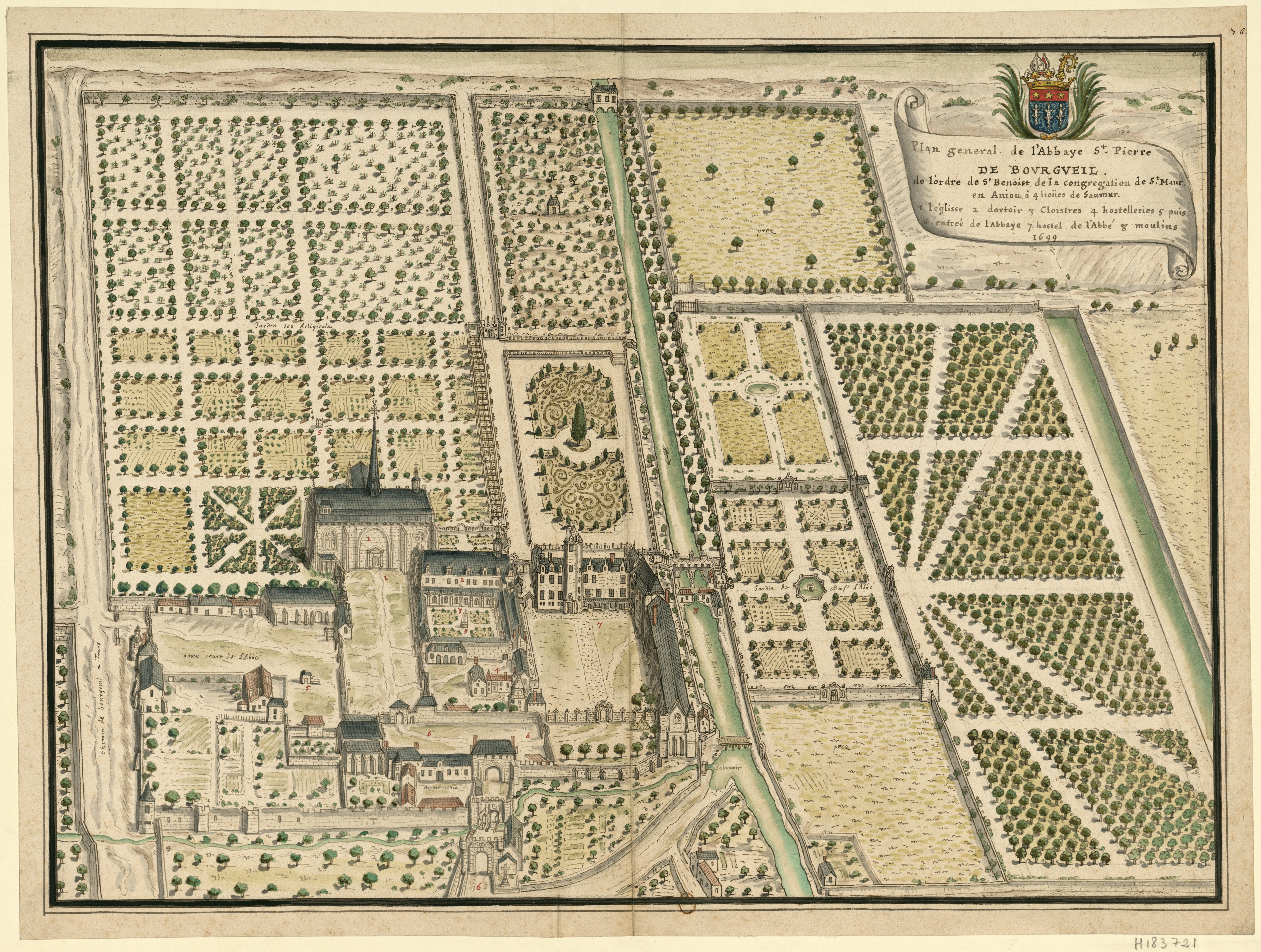
Plan der Abtei Bourgueuil, Louis Boudan, 1699, Bibliothèque nationale de France

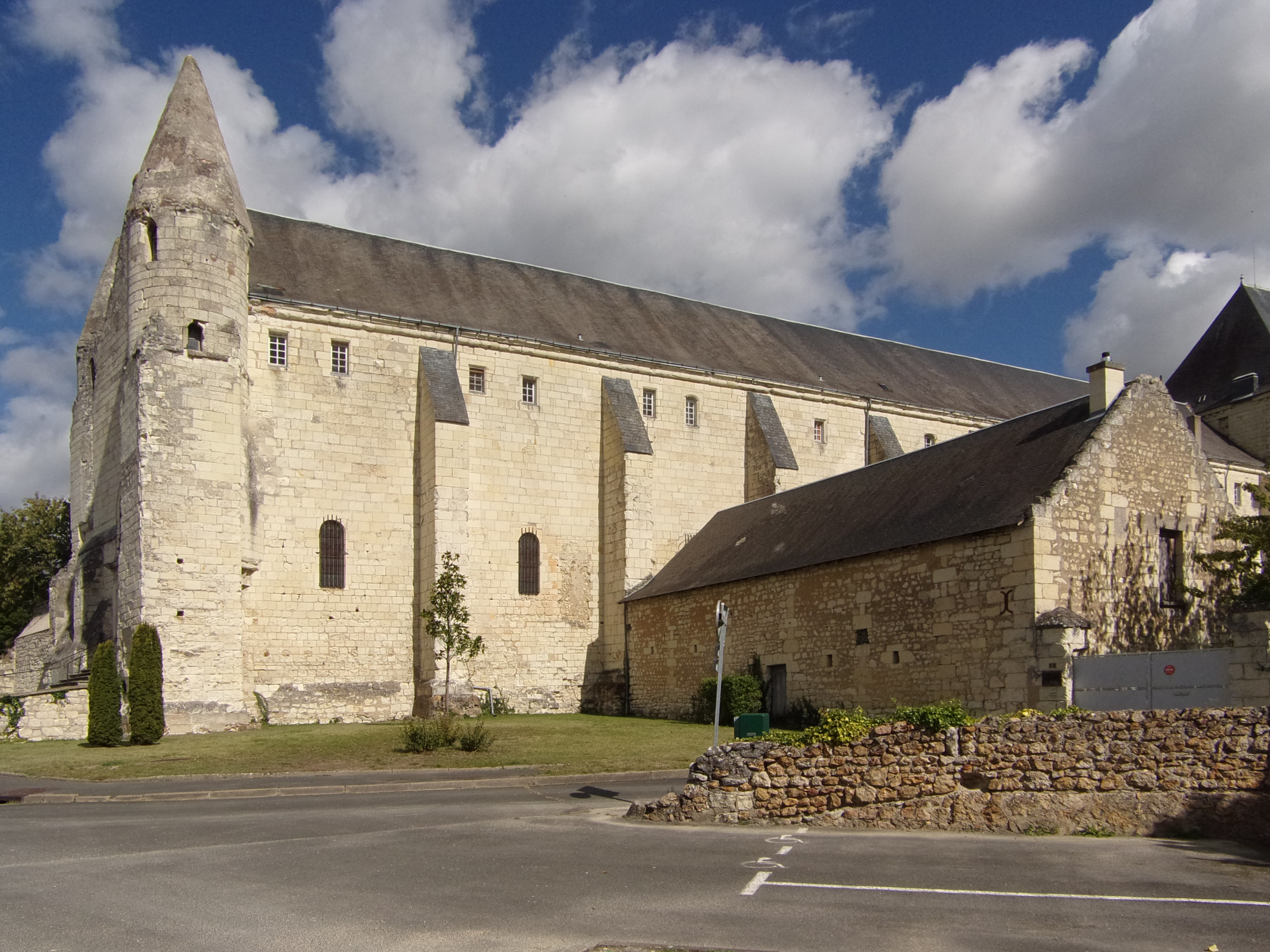
Cellarium der Abtei Bourgueil

Die Abtei Bourgueil (Abbaye Saint-Pierre de Bourgueil-en-Vallée) war ein Benediktinerkloster in Bourgueil, historisch in Anjou, heute im Département Indre-et-Loire und der Diözese Angers. Die Gründerin war Emma von Blois, Tochter von Theobald I. von Blois, und durch ihre Heirat Herzogin von Aquitanien.

## Geschichte
Bourgueil war früher eine mansio, bekannt als Burgolium, das an der römischen Hauptstraße von Angers nach Tours eingerichtet worden war, an einem Punkt, an dem andere römische Routen zusammenliefen. Vor 977 gehörten diese Länder Theobald I. von Blois. Er gab sie als Mitgift an seine Tochter Emma. Zu diesem Zeitpunkt existierte bereits ein Priorat in Bourgueil.
Emma von Blois, ihres Ehemanns Wilhelm IV. von Aquitanien (935–995) und insbesondere seiner Liaison mit Aldéarde von Thouars, der Frau von Herbert I., Vizegraf von Thouars, müde, ließ ihre Rivalin verprügeln und vergewaltigen. Emma floh daraufhin mit ihrem kleinen Sohn, dem späteren Wilhelm V. von Aquitanien, auf die Burg Chinon zu ihrem Bruder Odo I., Graf von Blois, Laienabt von Saint-Martin de Tours und Marmoutier. Als Büßerin gründete Emma 990 die Abtei in der Stadt Bourgueil.
Die reiche Ausstattung der Abtei stammte wahrscheinlich aus mehreren Quellen, hauptsächlich von Emmas Onkel Herbert III. von Omois, aber auch aus den Liegenschaften ihres Mannes, darunter Brolium, Longua-Aqua, Oziacum und Vendeia: Le Breuil, Longève, Gazais und La Vendée im Poitou. Wilhelm V. trug ebenfalls dazu bei. Die Besitzungen – Ackerland, ein großer Wald sowie feudale und herrschaftliche Rechte bis an die Loire – wurden später als Baronie gewertet.
Ab dem 12. Jahrhundert erwarb die Abtei 42 abhängige Priorate und 64 Pfarreien in Angoumois und Île-de-France. Abt Breton wird zugeschrieben, den Weinbau in der Gegend eingeführt zu haben; Abt Baudry de Bourgueil war ein Dichter, der den von den Mönchen vor Ort angebauten Wein in seinen Versen lobte.
Die Abtei wurde im Hundertjährigen Krieg von den Engländern zerstört und ab 1387 wieder aufgebaut und blieb eines der reichsten Klöster der Christenheit. Ab 1455 unterstand Bourgueuil Kommendataräbten. 1630 wurde Bourgueil in die Mauriner-Kongregation eingegliedert.
Heute umfasst die Abtei  Gebäude aus dem 13. und 18. Jahrhundert sowie Ruinen aus dem 10. Jahrhundert. Sie beherbergt ein Kino, das für die Öffentlichkeit zugänglich ist, während einige der Kreuzgänge, das Mensa-Refektorium mit originaler Holzvertäfelung und die interessante Ziertreppe für Führungen geöffnet sind, zusammen mit den alten Mönchszellen, die jetzt  ein Museum für Kunst und lokale Traditionen beherbergen.

## Reguläre Äbte
1. Gausbert de Blois (991–1004)
2. Benon (1005–1012)
3. Teudon (1012–1045)
4. Jean (1045–1048)
5. Renaud (1048–1055)
6. Raymond (1055–1087)
7. Baudry (1087–1107)
8. Guibert (1107–1123)
9. Bernard (1123–1126)
10. Iterius (1126–1134)
11. Pierre (1134–1148)
12. Robert (1148–1150)
13. Aimery (1150–1185)
14. Hilaire (1185–1207)
15. Lucas (1207–1212)
16. Hubert (1223–1235)
17. Guy (1235–1238)
18. Geoffroy (1238–1257)
19. Guillaume (1257–1274)
20. Hugues (1274–1301)
21. Geoffroy II. (1301–1303)
22. Gillebert de Vernou (1303–1316)
23. Gervais (1316–1355)
24. Bertrand de Vignac (1355–1361)
25. Joscelin (1361)
26. Pierre de Voyer (1361–1371)
27. Matthieu Gautier (1372–1384)
28. Guillaume Ladan (1386–1395)
29. Pierre Girard (1395–1418)
30. Jean Reversé (1418–1425)
31. Raoul Berruyer (1425–1426)
32. Eustache de Maillé (1426–1439)
33. Louis Rouault de Gamaches (1439–1450)
34. Étienne Faulquier (1450–1455)

## Kommendataräbte
1. Louis Roault de Gamaches (1455–1475), Bischof von Maillezais
2. Jean V. Hebergé (1475–1479), Bischof von Évreux
3. Guillaume de Cluny (1479–1480), Bischof von Poitiers
4. Adrien Gouffier de Boissy (1481–1513), 1515 Kardinal
5. Philippe Hurault (1513–1539)
6. Charles de Pisseleu, 1545 Bischof von Condom
7. Louis de Lorraine (1564–1578), Kardinal
8. Louis de Bussy d’Amboise (1578–1579)
9. René de Savoie (1579–1581)
10. Guillaume Bailli (1581–1582), Präsident der Chambre des comptes
11. Jean de Monluc de Balagny (1582–1585), Marschall von Frankreich
12. Charles I. de Bourbon (1583–1587), Erzbischof von Rouen
13. Jean de Monluc de Balagny (1587–1596), 2. Mal
14. Adrien Le Maistre (1596–1603), Conseiller d’État
15. Jean Bertaut (1603–1611), Bischof von Sées
16. Léonor d’Estampes de Valençay (1622–1651), Erzbischof von Reims
17. Henri d’Estampes de Valençay (1651–1678)
18. Louis Nicolas Le Tellier de Souvré (1678–1684)
19. Camille Le Tellier de Louvois (1684–1718)
20. Guillaume Dubois (1719–1723)
21. Louis Léonard d’Alègre (1723–1750)
22. Germain Chastaigner de La Luzerne (1750–1781)
23. César-Guillaume de La Luzerne (1781–1791)